# Einar Lindgren

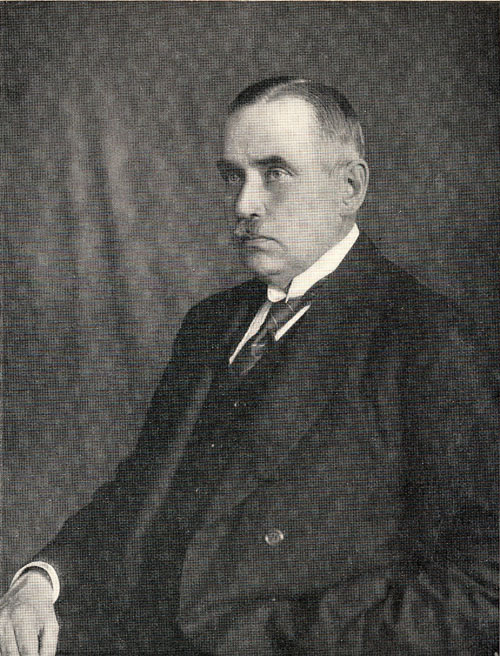
Einar Lindgren fotograferad av M.A. Caprani för boken Aarhus-Borgere 1915-1920, utgiven 1921.

Einar Thorvald Frederik Lindgren, född 1875 i Köpenhamn, död där den 29 mars 1928, var en dansk ögonläkare som drev Danmarks på sin tid mest omfattande privata ögonklinik.
Einar Lindgren var son till den svenskfödde danske guldsmedsmästaren Frederik (Fredric) Lindgren (1827-1897) och dennes hustru Vilhelmine Marie Eddelien (1843-1898; en dotter till konstnären Heinrich Eddelien). Han utbildade sig inom oftalmologi såväl i Danmark som utomlands och blev färdig läkare år 1900. Han arbetade därefter ett antal år på olika sjukhus och privatkliniker, först i Köpenhamn och från 1907 i Århus. På sistnämnda ort lät Lindgren år 1914 uppföra en större tvåvåningsbyggnad på Marselis Tværvej 4, rymmande såväl bostad för honom själv och hans hustru som en omfattande egen ögonklinik, vilken närmast utgjorde ett privat sjukhus. Redan under det första dryga året efter klinikens öppnande i augusti 1915 hade man 340 inlagda patienter. Till de vanligaste åkommor Lindgren behandlade hörde grå starr och skelning men också olika infektionssjukdomar. Enligt en dödsruna i facktidskriften Acta ophthalmologica var Lindgrens klinik unik i Danmark. 
Utöver sin läkargärning var Lindgren också verksam som föreläsare och föredragshållare i olika vetenskapliga och medicinska sällskap och var känd för att aktivt hålla sig underrättad om den vetenskapliga utvecklingen inom sitt område. Han valdes också - som första utanför Köpenhamn verkande läkare - till ordförande i det danska oftalmologiska sällskapet, men kunde inte tillträda detta ämbete till följd av att han då drabbats av epidemisk hjärninflammation, en sjukdom som efter ett antal års lidande ändade hans liv under en vistelse i Köpenhamn 1928.
Lindgrens klinikbyggnad övertogs efter hans död av det nygrundade Aarhus universitet som där inrättade ett studentboende (kollegium) kallat Marselisborg Studentergård. Under andra världskriget användes byggnaden periodvis av den tyska ockupationsmakten för att sedan under åren 1946-1996 inrymma den danska försvarsmaktens "Vestre Landsdelskommando". Anläggningen förblev därefter i statlig ägo till 2008. Numera rymmer den kontor för ett antal privata företag. Byggnaden, vilken är ritad av den kände Århusarkitekten Thorkel Møller, har av Århus kommun givits högsta möjliga klassning såsom bevarandevärd.